# Paratanytarsus mediterraneus
Paratanytarsus mediterraneus är en tvåvingeart som beskrevs av Reiss 1981. Paratanytarsus mediterraneus ingår i släktet Paratanytarsus och familjen fjädermyggor. Inga underarter finns listade i Catalogue of Life.